# Юревич, Ян
Ян Юревич (пол. Jan Jurewicz; род. 20 октября 1954) — польский актёр театра, кино, радио и телевидения.

## Биография
Ян Юревич родился в Щецине. Актёрское образование получил в Государственной высшей театральной школе в Варшаве (теперь Театральная академия им. А. Зельверовича), которую окончил в 1977 году. Дебютировал в театре в 1977. Актёр театров в Варшаве и Лодзи. Выступает в спектаклях «театра телевидения» с 1979 года и в радиопередачах «Польского радио». 

## Избранная фильмография
- 1980 — Константа / Constans
- 1980 — Контракт / Kontrakt
- 1981 — Большой забег / Wielki bieg
- 1981 — Коноплянка / Konopielka
- 1982 — Мама Круль и её сыновья / Matka Królów
- 1982 — Пепельная среда / Popielec
- 1983 — Верная река / Wierna rzeka
- 1984 — Планета портной / Planeta krawiec
- 1985 — Дезертиры / C.K. dezerterzy
- 1986 — Гон / Rykowisko
- 1987 — Цирк уезжает / Cyrk odjeżdża
- 1992 — Энак / Enak
- 1993 — Список Шиндлера / Schindler's List
- 1993 — Человек из… / Człowiek z...
- 1995 — Ничего смешного / Nic śmiesznego
- 1997 — Брат нашего Бога / Brat naszego Boga
- 1998 — Золото дезертиров / Złoto dezerterów
- 1999 — Огнём и мечом / Ogniem i mieczem
- 1999 — Айлавйу / Ajlawju
- 2001 — Не в деньгах счастье / Pieniądze to nie wszystko
- 2002 — Карьера Никося Дызмы / Kariera Nikosia Dyzmy
- 2002 — День психа / Dzień świra